# Alois Nechleba
Alois Nechleba (28. června 1859 Miletice – 2. května 1944 Rakovník) byl český lesník a profesor lesní ochrany na Vysoké škole zemědělského a lesního inženýrství v Praze. Značně se zasloužil o rozvoj vědy českého lesnictví.

## Život
Dětství prožil ve Velvarech a v Černuci. Roku 1879 maturoval v Litoměřicích a poté studoval lesnictví na polytechnice v Curychu a také na státovědecké fakultě mnichovské univerzity. Během této doby absolvoval i několik studijních cest po Německu, Itálii, Chorvatsku a Istrii. Roku 1884 se vrátil do Čech a nastoupil do služeb Fürstenberků na jejich křivoklátském panství jako adjunkt v polesí Buková. Postupem doby se vypracoval až na vrchního lesního radu, do výslužby odešel v roce 1923.
Poté se přestěhoval do Rakovníka a začal přednášet zejména o ochraně lesa, ale také lesnické účetnictví nebo encyklopedii lesnictví na lesnickém odboru Vysoké školy zemědělského a lesního inženýrství organizované tehdy při Českém vysokém učení technickém v Praze, zpočátku jako soukromý docent, od roku 1927 jako mimořádný profesor. Vydal sedm monografií a celou řadu vědeckých pojednání a odborných článků, na této vysoké škole byl také vedoucím výzkumného ústavu pro ochranu lesa. Definitivně na odpočinek odešel v roce 1933, přesto pak ještě organizoval pro zájemce exkurze v křivoklátských lesích.

## Dílo
Kromě mnoha odborných i popularizačních článků vydal:
- Vybrané kapitoly z lesní ochrany (1917)
- Ochrana lesů I–III (1923)
- Příspěvky k sociologii křivoklátského venkova (1927)
- Ochrana a pojištění proti škodám požárním (1927)
- Počátky systematisování městských lesů v Čechách (1930)
- Pokrok v lesní ochraně za poslední období (1932)
- Vztahy lesnictví k zemědělství a příbuzným odvětvím (1936)